# Metal Warriors (videogioco)
Metal Warriors è un videogioco d'azione fantascientifico sviluppato dalla LucasArts e pubblicato nel 1995 da Konami per Super Nintendo Entertainment System.

## Modalità di gioco
Metal Warriors combina elementi di Cybernator e Blaster Master. Il videogioco presenta una modalità multigiocatore in cui due avversari possono affrontarsi in modalità split screen.

## Sviluppo
Sviluppato in America Settentrionale dai creatori di Zombies Ate My Neighbors, il titolo è ispirato alla serie Assault Suits ed è considerato un sequel di Cybernator.